# Ivan Marhityč
Ivan Marhityč (in ucraino Іва́н Анто́нович Маргі́тич?; Nagycsongova, 4 febbraio 1921 – Pylypec', 7 settembre 2003) è stato un vescovo cattolico ucraino della Chiesa greco-cattolica rutena.

## Biografia
Ivan Marhityč nacque a Nagycsongova, villaggio che nel 1946 assunse il nome di Boržavs'ke, nella Rutenia subcarpatica, il 4 febbraio 1921 da Anton Marhityč e Terezija Kostak.

### Formazione e ministero sacerdotale
Ricevette l'istruzione primaria nel suo villaggio natale e dal 1932 proseguì gli studi presso la scuola di Vynohradiv. Mentre studiava al ginnasio reale di Chust, entrò a fare parte della Plast, la più grande organizzazione scautistica ucraina. Mentre studiava a Chust, visse nel dormitorio del ginnasio, seguito dal professore di religione padre Dmitrij Michajlovič Popovyč, originario del villaggio di Onok, distretto di Vynohradiv, e dall'educatore padre Sebastian Sabol Zoreslav, un famoso poeta ucraino.
Nel 1941 si diplomò a pieni voti e su raccomandazione di padre Dmitrij Popovyč entrò nel seminario teologico di Užhorod. Nel luglio dell'anno successivo fu arrestato per appartenenza alla sezione giovanile dell'Organizzazione dei Nazionalisti Ucraini. Venne recluso nel castello di Kovner a Mukačevo. Il 22 luglio fu condannato da un tribunale ungherese a un anno di prigione. Nel dicembre dello stesso anno, con l'assistenza di monsignor Oleksandr Stojka, eparca di Mukačevo, venne graziato dal reggente d'Ungheria Miklós Horthy. Dopo la scarcerazione, proseguì gli studi presso il seminario di Užhorod.
Il 17 agosto 1946 fu ordinato diacono e il giorno successivo presbitero per l'eparchia di Mukačevo da monsignor Teodoro Romža. Con l'inizio del piano di liquidazione della Chiesa greco-cattolica, Marhityč fu costretto a operare in segreto dedicandosi alla celebrazione della divina liturgia e alla formazione dei giovani.
Il 5 marzo 1951 fu arrestato durante una cerimonia di matrimonio nel suo villaggio natale. Il 18 settembre successivo la commissione giudiziaria per le cause penali del Tribunale regionale di Subcarpazia in base all'art. 54-10 parte 2 e al codice penale della Repubblica Socialista Sovietica Ucraina lo condannò a 25 anni di reclusione con la perdita dei diritti per 5 anni e la confisca dei beni. Trascorse quattro anni in un gulag vicino a Omsk. Dopo la morte di Stalin, nel settembre del 1955 fu rilasciato.
Dal 1955 al 1989 lavorò in una fattoria collettiva, ma segregatamente continuò a svolgere il servizio pastorale.

### Ministero episcopale
Il 10 settembre 1987 ricevette l'ordinazione episcopale in segreto dall'eparca Sofron Dmyterko.
Nel 1992 fu completamente riabilitato dalla Corte suprema dell'Ucraina già indipendente. Dopo la legalizzazione della Chiesa greco-cattolica avvenuta il 20 novembre 1989, monsignor Marhityč, in qualità di vescovo ausiliare, assunse una parte attiva alla rinascita delle comunità e delle parrocchie greco-cattoliche dell'eparchia di Mukačevo. Nel giugno del 1990, insieme ai vescovi Ioann Semedij e Josyf Holovač, partecipò al sinodo dei gerarchi della Chiesa greco-cattolica ucraina che si tenne a Roma. Il 24 giugno papa Giovanni Paolo II ricevette in udienza i vescovi. Il 16 gennaio 1991 lo stesso pontefice riconobbe la validità dell'ordinazione episcopale ricevuta in segreto e lo nominò eparca ausiliare di Mukačevo e vescovo titolare di Scopelo di Emimonto.
Si batté contro il separatismo tra gli allora dirigenti dell'eparchia di Mukačevo, che desideravano rendere autonoma la Chiesa greco-cattolica rutena dalla Chiesa greco-cattolica ucraina, per l'unità dei greco-cattolici dell'Ucraina, per l'appartenenza alla Chiesa greco-cattolica ucraina, per l'introduzione della lingua ucraina nella liturgia e per l'indipendenza del paese.
Partecipò attivamente alla vita della regione e si guadagnò il titolo di "vescovo del popolo". Nonostante la sua malattia, viaggiò nelle parrocchie della regione per il resto della sua vita.
Il 12 novembre 2002 papa Giovanni Paolo II accettò la sua rinuncia all'incarico per raggiunti limiti di età.
Morì a Pylypec' il 7 settembre 2003 all'età di 82 anni.
Il 4 febbraio 2017 alla presenza dell'arcivescovo maggiore di Kiev-Halyč Svjatoslav Ševčuk, dell'eparca di Mukačevo Milan Šášik e di numerosi ecclesiastici, la salma di monsignor Marhityč venne solennemente traslata nella cripta ristrutturata della chiesa dell'Intercessione della Beata Vergine a Boržavs'ke. Nel settembre dello stesso anno fu posta una targa commemorativa sulla facciata della chiesa di San Nicola alla tomba di Askold a Kiev realizzata dallo scultore Oleksandr Jurijovyč Hav"juk.

## Genealogia episcopale
La genealogia episcopale è:
- Patriarca Geremia II Tranos
- Arcivescovo Michal Rahoza
- Arcivescovo Hipacy Pociej
- Arcivescovo Iosif Rucki
- Arcivescovo Antin Selava
- Arcivescovo Havryil Kolenda
- Arcivescovo Kyprian Žochovs'kyj
- Arcivescovo Lev Zaleski
- Arcivescovo Jurij Vynnyc'kyj
- Arcivescovo Luka Lev Kiszka
- Vescovo György Bizánczy
- Vescovo Inocențiu Micu-Klein, O.S.B.M.
- Vescovo Mihály Emánuel Olsavszky, O.S.B.M.
- Vescovo Vasilije Božičković, O.S.B.M.
- Vescovo Grigore Maior, O.S.B.M.
- Vescovo Ioan Bob
- Vescovo Samuel Vulcan
- Vescovo Ioan Lemeni
- Arcivescovo Spyrydon Lytvynovyč
- Arcivescovo Josyf Sembratowicz
- Cardinale Sylwester Sembratowicz
- Arcivescovo Julian Kuiłovskyi
- Arcivescovo Andrej Szeptycki, O.S.B.M.
- Vescovo Hryhoryj Chomyšyn
- Vescovo Ivan Slezjuk
- Vescovo Sofron Dmyterko, O.S.B.M.
- Vescovo Ivan Marhityč